# Kéreganemóna
A kéreganemóna (Zoanthus) a virágállatok (Anthozoa) osztályának Zoantharia rendjébe, ezen belül a Zoanthidae családjába tartozó nem.
Családjának a típusneme.

## Rendszerezés
A nembe az alábbi 23 faj tartozik:
- Zoanthus alderi Gosse, 1860
- Zoanthus barnardi Carlgren, 1938
- Zoanthus bertholetti
- Zoanthus cavernarum Pax & Müller, 1957
- Zoanthus chierchiae Heider, 1895
- Zoanthus coppingeri Haddon & Shackleton, 1891
- Zoanthus cyanoides Pax & Müller, 1957
- Zoanthus durbanensis Carlgren, 1938
- Zoanthus gigantus Reimer & Tsukahara in Reimer, Ono, Iwama, Takishita, Tsukahara & Maruyama, 2006
- Zoanthus kealakekuaensis Walsh & Bowers, 1971
- Zoanthus kuroshio Reimer & Ono in Reimer, Ono, Iwama, Takishita, Tsukahara & Maruyama, 2006
- Zoanthus natalensis Carlgren, 1938
- Zoanthus pigmentatus Wilsmore, 1909
- Zoanthus praelongus Carlgren, 1954
- Zoanthus pulchellus (Duchassaing & Michelotti, 1860)
- Zoanthus robustus Carlgren, 1950
- Zoanthus sansibaricus Carlgren, 1900
- Zoanthus sinensis Zunan, 1998
- Zoanthus sociatus (Ellis, 1768) - típusfaj
- Zoanthus solanderi Le Sueur, 1818
- Zoanthus stuhlmanni Carlgren
- Zoanthus vietnamensis Pax & Müller, 1957
- Zoanthus xishaensis Zunan, 1998

Az alábbi 11 taxon név meglehet, hogy nem ebbe a nembe tartozik:
- Zoanthus danae (Le Conte, 1852) (taxon inquirendum)
- Zoanthus dubia Le Sueur, 1818 (taxon inquirendum)
- Zoanthus dubius Le Sueur, 1818 (taxon inquirendum)
- Zoanthus ellisii Lamouroux, 1821 (taxon inquirendum)
- Zoanthus erythrochlora Pax & Müller, 1957 (taxon inquirendum, Reimer et al. 2004)
- Zoanthus mantoni (taxon inquirendum; meglehet, hogy a Z. coppingeri szinonimája)
- Zoanthus mertensii Brandt, 1835 (taxon inquirendum)
- Zoanthus pacificus Walsh & Bowers (taxon inquirendum; meglehet, hogy a Z. coppingeri vagy a Z. sansibaricus szinonimája)
- Zoanthus savignyi Andres, 1883 (taxon inquirendum)
- Zoanthus sociata Le Sueur, 1818 (taxon inquirendum, homonima)
- Zoanthus sociatus Le Sueur, 1818 (taxon inquirendum, homonima)